# FP (lenguaje de programación)
FP (abreviación de Functional Programming) es un lenguaje de programación creado por John Backus para apoyar la diseminación del paradigma de Programación a nivel funcional.

## Componentes del lenguaje

### Valores
Las principales estructuras de datos del lenguaje son los valores de base y las secuencias:
- Si x1,...,xn son valores, también lo es la secuencia ⟨x1,...,xn⟩.

Estos valores se construyen a partir de cualquier conjunto de valores atómicos: booleanos, enteros, reales, caracteres, etc.
- booleanos  : {T, F}
- enteros  : {0,1,2,...,∞}
- caracteres  : {'a', 'b', 'c',...}
- símbolos  : {x, y,...}

El símbolo ⊥ representa el valor indefinido. Las secuencias preservan el valor indefinido:
- ⟨x1,...,⊥,...,xn⟩  =  ⊥

### Funciones
Los programas en FP son funciones f tales que cada una hace corresponder un valor x en otro :
- f:x representa el valor resultante de aplicar la función  f a x.

### Funcionales
Las funciones pueden estar predefinidas o ser definidas según las operaciones de construcción de programas o funcionales. 
Algunas funciones tienen elemento neutro, tal es el caso del valor 0 para la suma, o 1 para la multiplicación. El funcional unit produce ese valor al ser aplicado a una función f que posea elemento neutro:
- unit +   =  0
- unit ×   =  1
- unit foo =  ⊥ si foo no posee elemento neutro.

Los principales funcionales de FP son:
- constante x̄: 
        x̄:y = x

para todo valor y (exceptuando el valor indefinido, ⊥, cuyo resultado es él mismo cualquiera sea la función aplicada). 
- composición f°g: 
        f°g:x = f:(g:x)

- construcción [f1,...fn]: 
        [f1,...fn]:x =  ⟨ f1:x,...,fn:x ⟩

- condición (h⇒f; g): 
        (h⇒f; g):x = f:x   si   h:x  =  T, 
        (h⇒f; g):x   =  g:x   si   h:x  =  F, y 
        (h⇒f; g):x   =  ⊥ en caso contrario.

- aplicar a todos o map αf:         αf:⟨x1,...,xn⟩  = ⟨f:x1,...,f:xn⟩

- inserción a la izquierda  /f: 
        /f:⟨x⟩             =  x, 
        /f:⟨x1,x2,...,xn⟩  =  f:⟨x1,/f:⟨x2,...,xn⟩⟩, 
        /f:⟨ ⟩             =  unit f

- inserción a la derecha  \f: 
        \f:⟨x⟩             =  x, 
        \f:⟨x1,x2,...,xn⟩  =  f:⟨\f:⟨x1,...,xn-1⟩,xn⟩, y
        \f:⟨ ⟩             =  unit f

### Recursión
Para introducir la recursión en el lenguaje se utilizan ecuaciones en donde la función que se define aparece tanto a izquierda como a derecha. La forma más sencilla es:
- f ≡ Ef

en donde E'f es una expresión construida a partir de otras funciones y el símbolo f combinadas con los funcionales del lenguaje.

### Primitivas
Por ejemplo, las funciones de selección, que se denotan en FP con los símbolos  1,2,... corresponden a la siguiente especificación:
- 1:⟨x1,...,xn⟩  =  x1
- i:⟨x1,...,xn⟩ 
                =  xi  si  0 < i ≤ n
                =  ⊥   en caso contrario

- Datos: Q1474061